# Gery Verlinden
Gery Verlinden (Mortsel, Província d'Anvers, 1 de maig de 1954) va ser un ciclista belga, que fou professional entre 1977 i 1986. En el seu palmarès destaca el Campionat de Bèlgica en ruta de 1979 i el Campionat de Zúric de l'any següent.

## Palmarès
- 1976
  - 1r al Circuit Franco-belga i vencedor d'una etapa
  - Vencedor d'una etapa de la Ronde van de Kempen
- 1977
  - 1r a la Volta a Limburg amateur
  - Vencedor de 3 etapes de la Ronde van de Kempen
- 1978
  - 1r al Gran Premi de la vila de Vilvoorde
  - 1r al Gran Premi Union Dortmund
  - 1r a la Scottish Milk Race
  - Vencedor d'una etapa de la Volta a Suïssa
- 1979
  -  Campió de Bèlgica en ruta
  - 1r a l'Omloop van Midden-België
- 1980
  - 1r al Campionat de Zúric
  - 1r a Le Samyn
- 1981
  - 1r al Gran Premi de la vila de Zottegem
  - 1r a la Fletxa costanera
  - Vencedor d'una etapa de la Volta a Alemanya
- 1982
  - 1r al Kampioenschap van Vlaanderen
  - 1r al circuit Omloop Mandel-Leie-Schelde
- 1984
  - 1r a la Schaal Sels
  - Vencedor d'una etapa del Herald Sun Tour
- 1985
  - 1r a la Fletxa de Haspengouw
  - Vencedor d'una etapa del Herald Sun Tour

### Resultats al Tour de França
- 1979. Abandona (18a etapa)
- 1980. 22è de la classificació general
- 1981. 25è de la classificació general
- 1982. No surt (17a etapa)
- 1984. No surt (11a etapa)